# يوتو كويزومي
يوتو كويزومي (باليابانية: 小泉 勇人) (14 سبتمبر 1995 في إيباراكي في اليابان – )؛ هو لاعب كرة قدم ياباني سابق كان يلعب كحارس مرمى.

## وصلات خارجية
- يوتو كويزومي على موقع رابطة كرة القدم اليابانية للمحترفين (اليابانية)
- يوتو كويزومي على موقع قاعدة بيانات كرة القدم.إي يو (الإنجليزية)
- يوتو كويزومي على موقع Soccerway.com (الإنجليزية)
- يوتو كويزومي على موقع عالم كرة القدم.نت (الإنجليزية)
- يوتو كويزومي على موقع كووورة
- يوتو كويزومي على موقع AS.com (الإسبانية)